# Ettore Tavernari
Ettore Tavernari (Modena, 19 gennaio 1905 – Modena, 8 ottobre 1981) è stato un mezzofondista e velocista italiano.

## Biografia
Prese parte ai Giochi olimpici di Amsterdam 1928 nella gara degli 800 metri piani, ma fu eliminato durante le batterie; eliminazione che si ripeté anche nella gara della staffetta 4×400 metri, corsa insieme a Giacomo Carlini, Luigi Facelli e Guido Cominotto.
Fu il primatista mondiale dei 500 metri piani con il tempo di 1'03"0, rimasto imbattuto per cinque anni, realizzato a Budapest il 15 giugno 1929, togliendo il record all'olandese Adriaan Paulen (1'03"8) conseguito nel 1924 al Bislett di Oslo (quando ancora la città si chiamava Kristiania).

## Palmarès
| Anno | Manifestazione  | Sede      | Evento      | Risultato | Prestazione | Note |
| ---- | --------------- | --------- | ----------- | --------- | ----------- | ---- |
| 1928 | Giochi olimpici | Amsterdam | 800 m piani | Batteria  | s/t         |      |
| 1928 | Giochi olimpici | Amsterdam | 4 × 400 m   | Batteria  | 3'22"6      |      |
| 1934 | Europei         | Torino    | 4 × 400 m   | 4º        | n/d         |      |

## Campionati nazionali
- 5 volte campione italiano assoluto nei 400 m piani (1928, 1929, 1932, 1934 e 1935)
- 4 volte campione italiano assoluto negli 800 m piani (1927, 1928, 1929, 1932)

1926
- Argento ai campionati italiani assoluti, 800 m piani - 2'03"1/5

1927
- Oro ai campionati italiani assoluti, 800 m piani - 1'58"4/5

1928
- Oro ai campionati italiani assoluti, 400 m piani - 50"2/5
- Oro ai campionati italiani assoluti, 800 m piani - 2'01"2/5

1929
- Oro ai campionati italiani assoluti, 400 m piani - 50"0
- Oro ai campionati italiani assoluti, 800 m piani - 1'58"1/5

1932
- Oro ai campionati italiani assoluti, 400 m piani - 49"4/5
- ai campionati italiani assoluti, 800 m piani - 1'58"4/5

1934
- Argento ai campionati italiani assoluti, 800 m piani - 1'56"9
- Oro ai campionati italiani assoluti, 400 m piani - 49"5

1935
- Oro ai campionati italiani assoluti, 400 m piani - 49"0